# Ruokojauratj (Jokkmokks socken, Lappland, 739508-165667)
Ruokojauratj är en sjö i Jokkmokks kommun i Lappland och ingår i Luleälvens huvudavrinningsområde. Sjön har en area på 0,0537 kvadratkilometer och ligger 331,2 meter över havet.

## Delavrinningsområde
Ruokojauratj ingår i det delavrinningsområde (739319-165973) som SMHI kallar för Ovan VDRID = Pelnibäcken i Pärlälvens vattendrags*. Medelhöjden är 328 meter över havet och ytan är 5,86 kvadratkilometer. Räknas de 113 avrinningsområdena uppströms in blir den ackumulerade arean 2 223,05 kvadratkilometer. Pärlälven som avvattnar avrinningsområdet har biflödesordning 3, vilket innebär att vattnet flödar genom totalt 3 vattendrag innan det når havet efter 205 kilometer. Avrinningsområdet består mestadels av skog (60 procent) och sankmarker (30 procent). Avrinningsområdet har 0,45 kvadratkilometer vattenytor vilket ger det en sjöprocent på 7,6 procent.